# Jérémie Galland
Jérémie Galland (Villeneuve-Saint-Georges, Valle del Marne, 8 de abril de 1983) es un ciclista francés. 
Fue profesional desde 2007 cuando debutó con el equipo Auber 93. En 2009 fichó por el Sojasun. Antes de su debut profesional ya había participado en algunas carreras con los equipos franceses Cofidis y Agritubel. En 2013 decidió retirarse tras la desaparición del equipo Sojasun.

## Palmarés
2009
- Gran Premio de Plumelec-Morbihan

2010
- Boucles de la Mayenne
- 1 etapa del Tour de Limousin

## Resultados en Grandes Vueltas
| Carrera | Carrera         | 2007 | 2008 | 2009 | 2010 | 2011  | 2012 | 2013 |
| ------- | --------------- | ---- | ---- | ---- | ---- | ----- | ---- | ---- |
|         | Giro de Italia  | —    | —    | —    | —    | —     | —    | —    |
|         | Tour de Francia | —    | —    | —    | —    | 138.º | —    | —    |
|         | Vuelta a España | —    | —    | —    | —    | —     | —    | —    |

—: no participa
Ab.: abandono

## Equipos
- Auber 93 (2007-2008)
- Sojasun (2009-2013)
  - Besson Chaussures-Sojasun (2009)
  - Saur-Sojasun (2010-2012)
  - Sojasun (2013)